# Spider-Man Team-Up
Spider-Man Team-Up è una serie a fumetti pubblicata dalla Marvel Comics, ideata nel 1995, con l'Uomo Ragno protagonista fisso e, a rotazione, diversi altri eroi dell'universo Marvel. È stata pubblicata dal dicembre 1995 sino al giugno 1997, durante quella che è conosciuta come la saga del clone di Spider-Man.